# Nikolai Semjonowitsch Mordwinow

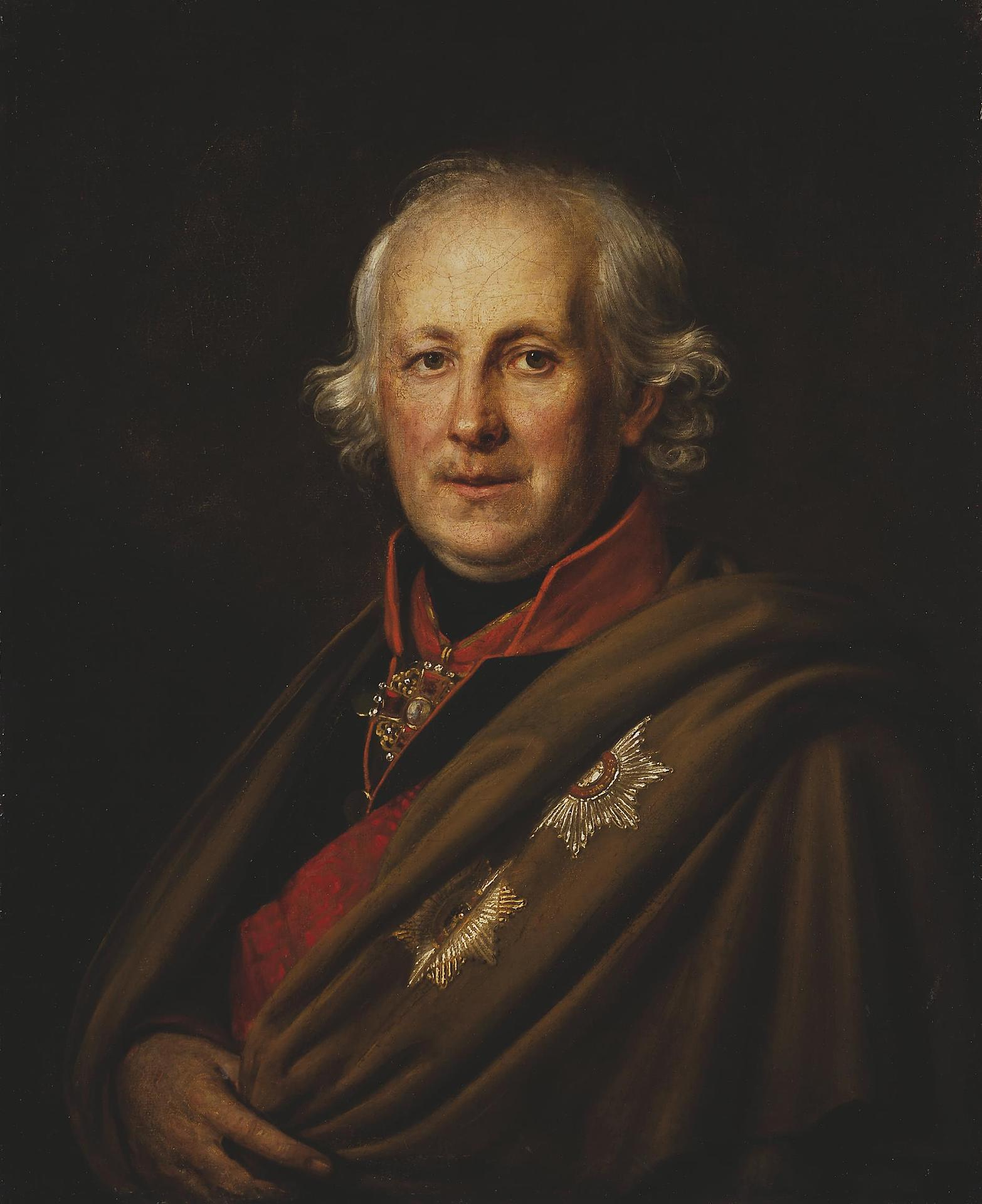
Nikolaj Semjonowitsch Mordwinow

Nikolai Semjonowitsch Mordwinow (russisch Николай Семёнович Мордвинов; * 17. April 1754; † 30. März 1845 in St. Petersburg) war ein russischer Admiral und Mitglied des Staatsrates.

## Leben
Mordwinow entstammte einer alten russischen Adelsfamilie. Sein Vater Semjon Mordwinow war ein Admiral und wurde bei seinem Ausscheiden aus dem aktiven Dienst von der Zarin Katharina II. mit ausgedehnten Ländereien in Weißrussland und mehr als zweitausend Leibeigenen belohnt. Mit zehn Jahren wurde Nikolaj in den Zarenpalast aufgenommen und wuchs zusammen mit dem künftigen Zaren Paul I. auf, dessen „Lieblingsspielkamerad“ er war.
Mit zwölf Jahren verließ Nikolaj den Hof und ging an die Flottenakademie. Dort bekam er eine gute Ausbildung, die ihm nicht nur hervorragende nautische Kenntnisse vermittelte, sondern auch in anderen Naturwissenschaften. Mordwinow sprach außer Russisch sechs andere europäische Sprachen fließend.
Nach der Eroberung der Halbinsel Krim durch die russischen Truppen im Jahre 1774 wurde von Katharina II. beschlossen, dort die Seefestung Sewastopol zu gründen, die zur Hauptbasis der neu zu schaffenden russischen Schwarzmeerflotte werden sollte. Zum Leiter der „Marineverwaltung Schwarzmeer“ ernannte man Mordwinow, der dabei Protektion des Favoriten der Zarin Grigori Potjomkin genoss und zum Flottenkapitän erster Klasse befördert wurde. Somit wurde Mordwinow zum Verantwortlichen für den Aufbau der Schwarzmeerflotte.
Während des Russisch-Türkischen Krieges 1787–1792 war Mordwinow zum Konteradmiral befördert worden und nahm an der Belagerung der Festung Otschakow teil. Am 30. Oktober 1788 vernichtete das unter Mordwinows Kommando stehende Geschwader in einer erbittert geführten Seeschlacht 23 türkische Schiffe, wodurch die Versuche der türkischen Flottenführung, die belagerte Festung zu entsetzen, fehlschlugen. Kurz darauf fiel Otschakow. Allerdings hatte Mordwinow statt des erhofften Lobes eine Demission vom Posten des Flottenführers zu gewärtigen, die später auf Hofintrigen und seine Versuche, Korruption in der Marineverwaltung zu bekämpfen, zurückgeführt wurden. In seinem Brief an Potjomkin schrieb er:
Auf meinem Posten versuchte ich nur dem ewigen Ruhme des Vaterlands zu dienen. Liebedienerei oder Unehrlichkeit waren mir stets fremd gewesen
Bereits eineinhalb Jahre später wurde Mordwinow von den Vorwürfen freigesprochen und kehrte im Sommer 1790 auf seinen Posten zurück, wo er bis 1799 blieb. 1792 wurde er von Katharina II. zum Vizeadmiral ernannt. Sein erneuter Rücktritt hing mit starken Spannungen zwischen ihm und dem Oberbefehlshaber der Schwarzmeerflotte, dem Admiral Uschakow, zusammen. Der neue Zar Paul I., der trotz seiner früheren Freundschaft mit Mordwinow diesem jetzt nicht mehr wohlgesinnt war, verfügte die Suspendierung Mordwinows von seinem Posten, da dieser nicht fähig sei, die Ordnung in der Verwaltung aufrechtzuerhalten.
Nach dem Tod Pauls I. wurde Mordwinow von seinem Sohn und Nachfolger Alexander I. aus dem Ruhestand geholt und zum Mitglied des „Ständigen Rates“ ernannt, dessen Aufgabe darin bestand, den Zaren bei der Ausarbeitung von Gesetzen und der Implementierung von administrativen Maßnahmen beratend zu unterstützen. In dieser Position war Mordwinow einer der entschiedensten Vorkämpfer zur Bildung von eigenständigen Ministerien; als der Zar im Jahre 1802 diesen Vorschlag übernahm, wurde Mordwinow am 8. September 1802 zum ersten russischen Marineminister ernannt. Allerdings blieb er nur drei Monate auf diesem Posten: Ende des Jahres musste er zurücktreten. Die Leitung des Ministeriums übernahm sein Stellvertreter, der Vizeadmiral Tschitschagow. Über die Gründe für Mordwinows Rücktritt schrieb Filipp Wigel, damals selbst ein bedeutender Staatsmann, folgendes: Er bildete sich ein, bei uns gäbe es ein echtes Parlament; die von ihm geäußerten Meinungen waren viel zu kühn und schienen zwei Jahre nach des Zaren Pauls Tod geradezu aufrührerisch zu sein.
Mordwinow, der weiterhin Mitglied des „Komitees für die Verbesserung der Flotte“ blieb, beschäftigte sich in den folgenden Jahren verstärkt mit der Problematik der internationalen Wirtschaft und der Einbindung Russlands in diese. Er vertrat die Auffassung, Russland solle seine Expansionspolitik vor allem Richtung Zentralasien und des südlichen Kaukasus leiten, um auf diese Weise dem britischen Einfluss in diesen Gegenden zuvorzukommen. So schrieb er in seinem Memorandum von 1816, Russlands ökonomische Interessen würden eine starke Präsenz in den Gegenden von Chiwa und Buchara unumgänglich machen, von wo es nicht weit bis Indien sei. Der Handel Russlands mit den orientalischen Ländern würde das beste, das verlässlichste und möglicherweise das einzig wirksame Mittel sein, mit dem die Regierung dem Ziel, die Grenzen des Landes von fremden Einflüssen zu schützen und diese Gegenden zu befriedigen sowie die inländische Industrie anzukurbeln, sicherlich am nächsten kommen würde.
Mordwinow, der seit seinem Aufenthalt in England großer Anhänger des dortigen parlamentarischen Regierungssystems war, versuchte die gleichen Prinzipien in der russischen Innenpolitik durchzusetzen und verfasste mehrere Denkschriften, in denen er die Vorzüge der Gewaltenteilung und der parlamentarischen Monarchie gegenüber der unumschränkten Herrschaft eines Monarchen deutlich hervorhob. Der Dichter Alexander Puschkin, der Mordwinow gut kannte, schrieb in einem Brief von 1824: Mordwinow schließt in sich allein die ganze russische Opposition ein. Drei Jahre später widmete der Dichter dem greisen Mordwinow ein Gedicht, in dem er seine politischen Positionen ausdrücklich positiv hervorhob. Wahrscheinlich aus Dankbarkeit für diese moralische Unterstützung stimmte Mordwinow am 3. Dezember 1832 für die Kandidatur Puschkins zum Mitglied der russischen Akademie.
Ebenfalls 1824 wurde Mordwinow in die Estländische Ritterschaft immatrikuliert.
Vor und nach der Zeit des Dekabristenaufstandes 1825 erfreute sich Mordwinow großer Popularität und stimmte als einziges Mitglied jener Untersuchungskommission, die als Instrument zur Aburteilung der Staatsverbrecher von Nikolai I. eingesetzt wurde, gegen die Anwendung der Todesstrafe. Von seiner Sympathie für die Ziele der aufständischen Adligen zeugt nicht nur die Tatsache, dass er mit General Nikolai Nikolajewitsch Murawjow, dem Vater einiger Dekabristen, verwandt war, sondern vor allem deren Vorschlag, Mordwinow und General A. P. Jermolow zu Mitgliedern einer provisorischen Regierung zu ernennen, falls ihre Reformpläne Realität werden sollten.
Trotz dieser kritischen Haltung gegenüber dem Zarismus und der Herrschaft des neuen russischen Zaren Nikolaus I. blieb Mordwinow von Repressalien auf Grund seines hohen Alters verschont. Bis zuletzt blieb er politisch und gesellschaftlich aktiv. Erst mit 88 Jahren zog er sich endgültig aus der Öffentlichkeit zurück und lebte auf seinem Gut in der Nähe St. Petersburgs, wo er am 30. März 1845 im Alter von 90 Jahren starb. Sein Begräbnis wurde zum gesellschaftlich-politischen Ereignis: Nicht nur Mitglieder der führenden Adelshäuser Russlands kamen, um Mordwinow die letzte Ehre zu erweisen, sondern auch der Zar höchstpersönlich. Mordwinow wurde in dem Alexander-Newski-Kloster beigesetzt. Heute gilt er als einer der großen russischen Politiker und Vordenker des ausgehenden 18. und des beginnenden 19. Jahrhunderts.
Seit 1827 war er Ehrenmitglied der Russischen Akademie der Wissenschaften in St. Petersburg. Fabian Gottlieb von Bellingshausen benannte die Insel russisch Остров Мордвинова Ostrow Mordwinowa nach ihm, die heute weithin als Elephant Island bekannt ist.

## Verweise
1. ↑  O.W. Orlik. Admiral N.S. Mordwinow i sozdanie tschernomorskogo flota, in: Novaja i novejschaja istorija. 1999, Nr. 4, S. 169–186, hier: S. 178.
2. ↑  O.W. Orlik. Admiral N.S. Mordwinow i sozdanie tschernomorskogo flota, in: Novaja i novejschaja istorija. 1999, Nr. 4, S. 183.
3. ↑  O.W. Orlik. Admiral N.S. Mordwinow i sozdanie tschernomorskogo flota, in: Novaja i novejschaja istorija. 1999, Nr. 4, S. 184.
4. ↑  A. S. Puschkin. Polnoe sobranie sotschinenij, Bd. 10. Moskau, 1958, S. 86.
5. ↑  Otto Magnus von Stackelberg (Bearb.): Genealogisches Handbuch der baltischen Ritterschaften Teil 2, 3: Estland, Görlitz 1930, S. 289, Nr. 44.
6. ↑  Ehrenmitglieder der Russischen Akademie der Wissenschaften seit 1724: Мордвинов, Николай Семенович, граф. Russische Akademie der Wissenschaften, abgerufen am 2. März 2021 (russisch).
7. ↑  John Stewart: Antarctica – An Encyclopedia. Bd. 1, McFarland & Co., Jefferson und London 2011, ISBN 978-0-7864-3590-6, S. 487 (englisch).

| Personendaten    | Personendaten                           |
| ---------------- | --------------------------------------- |
| NAME             | Mordwinow, Nikolai Semjonowitsch        |
| ALTERNATIVNAMEN  | Мордвинов, Николай Семёнович (russisch) |
| KURZBESCHREIBUNG | russischer Admiral                      |
| GEBURTSDATUM     | 17. April 1754                          |
| STERBEDATUM      | 30. März 1845                           |
| STERBEORT        | St. Petersburg                          |